# Just Fontaine
Just Louis Fontaine (Marrakech, 18 agosto 1933 – Tolosa, 1º marzo 2023) è stato un calciatore e allenatore di calcio francese di origini spagnole con cittadinanza marocchina, di ruolo attaccante.
Considerato come uno dei migliori giocatori francesi di sempre, nonché uno degli attaccanti più forti della storia del calcio, occupa la 45ª posizione nella speciale classifica dei migliori calciatori del XX secolo pubblicata dalla rivista World Soccer e la 30ª posizione nell'omonima classifica stilata dall'IFFHS assieme allo spagnolo Francisco Gento. Nel marzo del 2004, Pelé lo ha anche inserito nella FIFA 100, la lista dei 125 migliori calciatori viventi, redatta in occasione del Centenario della FIFA. Nel mese di novembre del 2003 venne inoltre insignito del titolo onorifico di Golden Player della Francia come miglior giocatore francese dell'ultimo mezzo secolo (1954-2003). Dopo la grande prestazione ai Mondiali del 1958, Fontaine arrivò anche a raggiungere il podio del Pallone d'oro alle spalle di Helmut Rahn e del connazionale Raymond Kopa.
Detiene il record di maggior numero di reti realizzare in una singola edizione di un Mondiale di calcio (13) nonché quello di miglior media realizzativa (2,16) fra coloro che hanno disputato tutte le partite della competizione, dietro al solo Sándor Kocsis (2,2). Insieme a Jairzinho, detiene inoltre il maggior numero di partite consecutive (6) terminate con una marcatura nella storia di un Mondiale di calcio.
Con la nazionale francese rientra tra i primi dieci marcatori di sempre con 30 reti. Avendole inoltre realizzate in sole 21 presenze, è il giocatore francese con la più alta media realizzativa (1,42) fra i calciatori che hanno messo a segno almeno 10 gol.

## Biografia
Nacque in Marocco, allora protettorato francese, da padre francese e madre spagnola.
Si è spento a Tolosa il 1º marzo 2023, all'età di 89 anni.

## Caratteristiche tecniche
Attaccante prolifico, era capace di segnare da qualsiasi posizione, utilizzando abilmente entrambi i piedi. Nonostante una statura non molto alta, era un buon realizzatore di testa in quanto disponeva di una potente elevazione.

## Carriera

### Giocatore

#### Club
Centravanti, iniziò a giocare in Marocco nel 1950, nell'USM Casablanca, dove rimase fino al 1953, quando fu chiamato a giocare in Francia, a Nizza, squadra nella quale realizzò 51 gol in tre stagioni prima di essere ingaggiato nel 1956 allo Stade de Reims per sostituire Raymond Kopa, passato al Real Madrid. Dopo il titolo di capocannoniere dei mondiali, Fontaine vinse anche quello di capocannoniere della Coppa dei Campioni 1958-59, persa in finale contro il Real Madrid di Alfredo Di Stéfano.
Nel 1959-60 vinse di nuovo il titolo francese con la sua squadra, diventando capocannoniere del campionato con 28 reti. Fontaine si ritirò poi nel 1962 a soli 29 anni a causa di continui problemi fisici che non gli permettevano di esprimere a pieno il suo talento. In totale, allo Stade de Reims segnò 145 reti in 152 presenze.

#### Nazionale

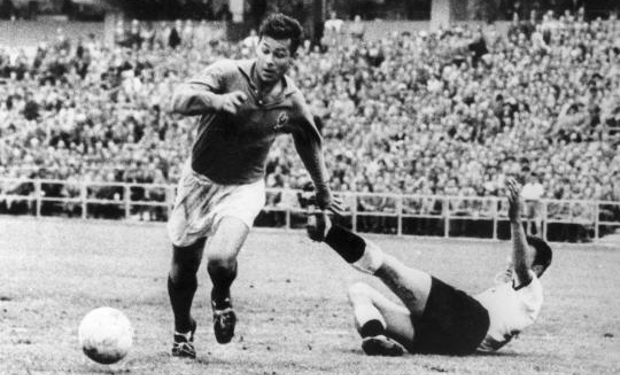
Fontaine in azione con i Bleus ai Mondiali 1958, in cui siglò il record di reti (13) in una singola edizione della rassegna iridata

Esordì in nazionale francese il 17 dicembre 1953, realizzando subito una tripletta contro il Lussemburgo in una partita terminata 8-0 valida per le qualificazioni ai mondiali del 1954, in cui tuttavia non verrà convocato.
Tornò a vestire la maglia della nazionale dopo tre anni, per poi riuscire a guadagnarsi un posto da titolare nei mondiali del 1958, dove arrivò in piena forma al termine dell'annata più realizzativa della sua carriera, condita con 39 reti in 32 presenze con lo Stade Reims.
Ai Mondiali in Svezia stupì il mondo intero grazie all'elevato numero di reti messe a segno, ben 13 in 6 partite. Contro la Germania Ovest detentrice del titolo, nella finale per il terzo posto, segnò addirittura 4 delle 6 reti del successo francese, che gli valse la medaglia di bronzo del mondiale. In quel periodo in nazionale segnò in 8 partite consecutive, per un totale di 16 reti. Con 18 reti in un anno solare (12 gare ufficiali), stabilì nell'annus mirabilis 1958 un primato ancora imbattuto.
Si ritirò dalla nazionale verso la fine del 1960 dopo una gara vinta 3-0 contro la Bulgaria, valida per le qualificazioni ai mondiali del 1962. In totale, con la nazionale francese superò la media di un gol a partita realizzando 30 reti in 21 presenze.

### Allenatore
Allenò anche la nazionale francese, ma solo in occasione di due amichevoli, terminate con altrettante sconfitte che portarono alla sua veloce destituzione. Negli anni settanta guidò il Paris Saint-Germain e il Tolosa, mentre dal 1979 al 1981 fu commissario tecnico della nazionale marocchina.

## Dopo il ritiro
Fontaine dopo il prematuro ritiro fondò con Eugène N'Jo Léa e l'avvocato Jacques Bertrand l'Union nationale des footballeurs professionnels (UNFP), il sindacato francese dei calciatori.

## Statistiche
Tra club e nazionale maggiore, Fontaine ha giocato 305 partite segnando 288 reti, alla media di 0,94 gol a partita.

### Presenze e reti nei club
| Stagione           | Squadra            | Campionato         | Campionato | Campionato | Coppe nazionali | Coppe nazionali | Coppe nazionali | Coppe continentali | Coppe continentali | Coppe continentali | Altre coppe | Altre coppe | Altre coppe | Totale | Totale |
| Stagione           | Squadra            | Comp               | Pres       | Reti       | Comp            | Pres            | Reti            | Comp               | Pres               | Reti               | Comp        | Pres        | Reti        | Pres   | Reti   |
| ------------------ | ------------------ | ------------------ | ---------- | ---------- | --------------- | --------------- | --------------- | ------------------ | ------------------ | ------------------ | ----------- | ----------- | ----------- | ------ | ------ |
| 1950-1951          | Casablanca         | A                  | 16         | 23         | -               | -               | -               | -                  | -                  | -                  | -           | -           | -           | 16     | 23     |
| 1951-1952          | Casablanca         | A                  | 10         | 17         | -               | -               | -               | -                  | -                  | -                  | -           | -           | -           | 10     | 17     |
| 1952-1953          | Casablanca         | A                  | 22         | 22         | -               | -               | -               | -                  | -                  | -                  | -           | -           | -           | 22     | 22     |
| Totale Casablanca  | Totale Casablanca  | Totale Casablanca  | 48         | 62         |                 |                 |                 |                    |                    |                    |             |             |             | 48     | 62     |
| 1953-1954          | Nizza              | L1                 | 24         | 18         | CF              | 7               | 3               | -                  | -                  | -                  | -           | -           | -           | 31     | 21     |
| 1954-1955          | Nizza              | L1                 | 28         | 20         | CF              | 4               | 2               | -                  | -                  | -                  | -           | -           | -           | 32     | 22     |
| 1955-1956          | Nizza              | L1                 | 17         | 5          | CF              | 3               | 4               | -                  | -                  | -                  | TDC         | 1           | 0           | 21     | 9      |
| Totale Nizza       | Totale Nizza       | Totale Nizza       | 69         | 42         |                 | 14              | 9               |                    |                    |                    |             | 1           | 0           | 84     | 51     |
| 1956-1957          | Stade Reims        | L1                 | 31         | 30         | CF              | 1               | 1               | -                  | -                  | -                  | -           | -           | -           | 32     | 31     |
| 1957-1958          | Stade Reims        | L1                 | 26         | 34         | CF              | 6               | 5               | -                  | -                  | -                  | -           | -           | -           | 32     | 39     |
| 1958-1959          | Stade Reims        | L1                 | 32         | 24         | CF              | 2               | 2               | CC                 | 7                  | 10                 | TDC         | 1           | 0           | 42     | 36     |
| 1959-1960          | Stade Reims        | L1                 | 28         | 28         | CF              | 2               | 2               | -                  | -                  | -                  | -           | -           | -           | 30     | 30     |
| 1960-1961          | Stade Reims        | L1                 | 7          | 4          | CF              | 0               | 0               | CC                 | 1                  | 0                  | -           | -           | -           | 8      | 4      |
| 1961-1962          | Stade Reims        | L1                 | 7          | 2          | CF              | 1               | 3               | -                  | -                  | -                  | -           | -           | -           | 8      | 5      |
| Totale Stade Reims | Totale Stade Reims | Totale Stade Reims | 131        | 122        |                 | 12              | 13              |                    | 8                  | 10                 |             | 1           | 0           | 152    | 145    |
| Totale carriera    | Totale carriera    | Totale carriera    | 248        | 226        |                 | 26              | 22              |                    | 8                  | 10                 |             | 2           | 0           | 284    | 258    |

### Cronologia presenze e reti in nazionale
| Cronologia completa delle presenze e delle reti in nazionale ― Francia | Cronologia completa delle presenze e delle reti in nazionale ― Francia | Cronologia completa delle presenze e delle reti in nazionale ― Francia | Cronologia completa delle presenze e delle reti in nazionale ― Francia | Cronologia completa delle presenze e delle reti in nazionale ― Francia | Cronologia completa delle presenze e delle reti in nazionale ― Francia | Cronologia completa delle presenze e delle reti in nazionale ― Francia | Cronologia completa delle presenze e delle reti in nazionale ― Francia |
| Data                                                                   | Città                                                                  | In casa                                                                | Risultato                                                              | Ospiti                                                                 | Competizione                                                           | Reti                                                                   | Note                                                                   |
| ---------------------------------------------------------------------- | ---------------------------------------------------------------------- | ---------------------------------------------------------------------- | ---------------------------------------------------------------------- | ---------------------------------------------------------------------- | ---------------------------------------------------------------------- | ---------------------------------------------------------------------- | ---------------------------------------------------------------------- |
| 17-12-1953                                                             | Parigi                                                                 | Francia                                                                | 8 – 0                                                                  | Lussemburgo                                                            | Qual. Mondiali 1954                                                    | 3                                                                      |                                                                        |
| 7-10-1956                                                              | Colombes                                                               | Francia                                                                | 1 – 2                                                                  | Ungheria                                                               | Amichevole                                                             | -                                                                      |                                                                        |
| 6-10-1957                                                              | Budapest                                                               | Ungheria                                                               | 2 – 0                                                                  | Francia                                                                | Amichevole                                                             | -                                                                      |                                                                        |
| 13-3-1958                                                              | Parigi                                                                 | Francia                                                                | 2 – 2                                                                  | Spagna                                                                 | Amichevole                                                             | 1                                                                      |                                                                        |
| 16-4-1958                                                              | Parigi                                                                 | Francia                                                                | 0 – 0                                                                  | Svizzera                                                               | Amichevole                                                             | -                                                                      |                                                                        |
| 8-6-1958                                                               | Norrköping                                                             | Francia                                                                | 7 – 3                                                                  | Paraguay                                                               | Mondiali 1958 - 1º turno                                               | 3                                                                      |                                                                        |
| 11-6-1958                                                              | Västerås                                                               | Jugoslavia                                                             | 3 – 2                                                                  | Francia                                                                | Mondiali 1958 - 1º turno                                               | 2                                                                      |                                                                        |
| 15-6-1958                                                              | Örebro                                                                 | Francia                                                                | 2 – 1                                                                  | Scozia                                                                 | Mondiali 1958 - 1º turno                                               | 1                                                                      |                                                                        |
| 19-6-1958                                                              | Norrköping                                                             | Francia                                                                | 4 – 0                                                                  | Irlanda del Nord                                                       | Mondiali 1958 - Quarti di finale                                       | 2                                                                      |                                                                        |
| 24-6-1958                                                              | Solna                                                                  | Francia                                                                | 2 – 5                                                                  | Brasile                                                                | Mondiali 1958 - Semifinale                                             | 1                                                                      |                                                                        |
| 28-6-1958                                                              | Göteborg                                                               | Francia                                                                | 6 – 3                                                                  | Germania Ovest                                                         | Mondiali 1958 - Finale 3º posto                                        | 4                                                                      |                                                                        |
| 1-10-1958                                                              | Parigi                                                                 | Francia                                                                | 7 – 1                                                                  | Grecia                                                                 | Qual. Euro 1960                                                        | 2                                                                      |                                                                        |
| 5-10-1958                                                              | Vienna                                                                 | Austria                                                                | 1 – 2                                                                  | Francia                                                                | Amichevole                                                             | 1                                                                      |                                                                        |
| 26-10-1958                                                             | Colombes                                                               | Francia                                                                | 2 – 2                                                                  | Germania Ovest                                                         | Amichevole                                                             | -                                                                      |                                                                        |
| 9-11-1958                                                              | Colombes                                                               | Francia                                                                | 2 – 2                                                                  | Italia                                                                 | Amichevole                                                             | 1                                                                      |                                                                        |
| 11-10-1959                                                             | Solna                                                                  | Bulgaria                                                               | 1 – 0                                                                  | Francia                                                                | Amichevole                                                             | -                                                                      | 89’                                                                    |
| 11-11-1959                                                             | Colombes                                                               | Francia                                                                | 5 – 3                                                                  | Portogallo                                                             | Amichevole                                                             | 3                                                                      |                                                                        |
| 13-12-1959                                                             | Colombes                                                               | Francia                                                                | 5 – 2                                                                  | Austria                                                                | Qual. Euro 1960                                                        | 3                                                                      |                                                                        |
| 17-12-1959                                                             | Parigi                                                                 | Francia                                                                | 4 – 3                                                                  | Spagna                                                                 | Amichevole                                                             | 1                                                                      |                                                                        |
| 16-3-1960                                                              | Parigi                                                                 | Francia                                                                | 6 – 0                                                                  | Cile                                                                   | Amichevole                                                             | 2                                                                      |                                                                        |
| 11-12-1960                                                             | Colombes                                                               | Francia                                                                | 3 – 0                                                                  | Bulgaria                                                               | Qual. Mondiali 1962                                                    | -                                                                      |                                                                        |
| Totale                                                                 |                                                                        | Presenze                                                               | 21                                                                     |                                                                        | Reti (9º posto)                                                        | 30                                                                     |                                                                        |

## Palmarès

### Giocatore

#### Club
- Campionato francese: 4

Nizza: 1956
Stade Reims: 1958, 1960, 1962
- Coppa di Francia: 2

Nizza: 1953-1954
Stade Reims: 1957-1958
- Supercoppa francese: 2

Stade Reims: 1958, 1960

#### Individuale
- Inserito nelle "Leggende del calcio" del Golden Foot (2003)
- Capocannoniere del Campionato del mondo: 1

Svezia 1958 13 gol (record) 
- Capocannoniere della Coppa dei Campioni: 1

Coppa dei Campioni 1958-1959 (10 gol)
- Capocannoniere della Ligue 1: 2

1957-1958 (34 gol), 1959-1960 (28 gol)